# Jessica Toale
Jessica Jade Toale est une personnalité politique britannique du Parti travailliste qui sert en tant que membre du Parlement (MP) pour Bournemouth West depuis 2024.

## Biographie
Jessica Toale travaille comme conseillère en affaires étrangères et en développement international pour plusieurs organisations. Elle est conseillère politique du député travailliste Ivan Lewis de 2011 à 2013, en sa qualité de secrétaire d'État fantôme au développement international, puis à l'Irlande du Nord. Elle cofonde le groupe de politique étrangère du parti travailliste. En 2016, elle figure sur la liste des candidats travaillistes à l'élection partielle de Richmond Park. Elle était auparavant membre du comité exécutif des Young Fabians.
Elle est élue membre du conseil municipal de Westminster pour le West End en 2022, puis nommée membre adjoint du cabinet pour la culture, le patrimoine et les arts.
Jessica Toale est élue députée de Bournemouth West lors des élections générales de 2024, battant le député sortant Conor Burns. Elle est la première personnalité qui représente cette circonscription et qui ne fait pas partie des conservateurs. Elle avait déjà présenté la candidature travailliste à l'élection partielle de Richmond Park en 2016, sans succès. Le 20 août 2024, elle démissionne de son siège au conseil municipal de Westminster.